# Football Club Südtirol-Alto Adige 1999-2000
Questa pagina raccoglie le informazioni riguardanti il Football Club Südtirol-Alto Adige nelle competizioni ufficiali della stagione 1999-2000.

## Stagione
Nella stagione 1999-2000 il Südtirol-Alto Adige ha disputato il girone C della Serie D. La squadra allestita dal DS Werner Seeber è giovane e fortemente imperniata sull'uso di giocatori altoatesini, con la significativa aggiunta del centrocampista Luca Lomi, aggregatosi alla squadra da svincolato durante il ritiro estivo a Naz-Sciaves e poi ingaggiato. In panchina, dopo aver tentato l'ingaggio di Rolando Maran (che era però vincolato da un altro contratto) arriva Giuseppe Sannino.
Il torneo si rivela equilibrato, con otto formazioni ad alternarsi in testa; tuttavia a emergere sono proprio gli altoatesini, che ingaggiano presto un duello al vertice col Montecchio, risolto di fatto alla quintultima giornata, quando il Südtirol-Alto Adige supera il Martellago mentre i vicentini pareggiano. Il distacco tra le due resta però risicato fino all'ultima giornata del 21 maggio 2000, quando la vittoria esterna per 0-1 (goal di Girlanda) contro il Mezzocorona consegna alla squadra di Sannino la prima storica promozione nel professionismo.
In questa stagione le gare di casa all'andata vengono giocate al campo sportivo di Bressanone, mentre nel girone di ritorno si adotta la più capiente Sportzone di Termeno sulla Strada del Vino.

## Divise e sponsor
Le divise sono fornite da uhlsport, gli sponsor di maglia sono Duka e il marchio di promozione enogastronomica territoriale Südtirol.
La maglia interna presenta un largo "palo" rosso centrale con maniche e fianchi bianchi, i calzoncini sono bianchi, i calzettoni bianchi con finiture rosse.
| Casa |

## Organigramma societario
Area amministrativa
- Presidente: Leopold Goller
- Vicepresidente: Willy Gabalin
- Vicepresidente: Horst Seebacher

Area sportiva
- Direttore sportivo: Werner Seeber
- Allenatore: Giuseppe Sannino
- Viceallenatore: Maurizio Toccoli
- Responsabile prima squadra: Renato Vuerich
- Allenatore portieri: Natale Pasetto
- Massaggiatore: Claudio Terzer

Area sanitaria
- Medio sociale: Mario Endrizzi

## Rosa
In corsivo i calciatori ceduti a stagione in corso, in grassetto quelli acquistati.
| N. |                   | Ruolo | Calciatore        |
| -- | ----------------- | ----- | ----------------- |
|    | Italia (bandiera) | P     | Ivano Rotoli      |
|    | Italia (bandiera) | P     | Daniel Krapf      |
|    | Italia (bandiera) | D     | Hans Rudi Brugger |
|    | Italia (bandiera) | D     | Matteo Girlanda   |
|    | Italia (bandiera) | D     | Nicola Innocentin |
|    | Italia (bandiera) | D     | Pietro Pravatà    |
|    | Italia (bandiera) | D     | Christian Maraner |
|    | Italia (bandiera) | D     | Patrick Kofler    |
|    | Italia (bandiera) | D     | Alessio Daccordo  |
|    | Italia (bandiera) | D     | Robert Strauss    |
|    | Italia (bandiera) | D     | Daniel Seppi      |
|    | Italia (bandiera) | D     | Flavio Toccoli    |

| N. |                   | Ruolo | Calciatore           |
| -- | ----------------- | ----- | -------------------- |
|    | Italia (bandiera) | C     | Markus Rieder        |
|    | Italia (bandiera) | C     | Daniele Randazzo     |
|    | Italia (bandiera) | C     | Luca Lomi (capitano) |
|    | Italia (bandiera) | C     | Manuel Obrist        |
|    | Italia (bandiera) | C     | Silvio Casonato      |
|    | Italia (bandiera) | C     | Robert Niederkofler  |
|    | Italia (bandiera) | C     | Wolfgang Schweiggl   |
|    | Italia (bandiera) | A     | Alex Feltrin         |
|    | Italia (bandiera) | A     | Joachim De Gasperi   |
|    | Italia (bandiera) | A     | Cristian Del Sorbo   |
|    | Italia (bandiera) | A     | Fabio Frazzica       |
|    | Italia (bandiera) | A     | Matteo Vianello      |

## Risultati

### Coppa Italia Serie D
| 22 agosto 1999 Primo turno - andata | Südtirol | 0 – 3 | Mezzocorona |  |

| 29 agosto 1999 Primo turno - ritorno | Mezzocorona | 1 – 0 | Südtirol |  |